# 萨翁林纳主教座堂
萨翁林纳主教座堂（芬蘭語：Savonlinnan tuomiokirkko）是位于芬兰萨翁林纳的萨翁林纳堂区的主教堂。教堂建于1874至1878年间。教堂建筑的风格为哥特复兴式。在1897至1925年间它是当时萨翁林纳教区的主教座堂，所以现在还保留着主教座堂的名字。现今该教堂属于米凯利教区，是全芬兰唯一的一座不是其所属教区首要教堂的主教座堂。

## 外观
教堂有着又高又尖的塔楼，在拱顶、门窗上也有尖顶曲线。这是典型的哥特复兴式风格。教堂内能容纳一千人，教堂十字架顶部有51米高。之前人们对老的木制教堂比较熟悉，而对新的用红砖建的教堂还不习惯，因此教堂被戏称为“长颈鹿”。

## 历史
当萨翁林纳居民还没有自己的教堂的时候，他们得前往塞明基教堂去做礼拜。1850年萨翁林纳得到许可新建一个教堂，但直到1874年才开始修建。
1896年建立了新的萨翁林纳教区，教堂也因此成为主教座堂。1925年主教移至维堡，但教堂名字中依然保留着“主教座堂”的称号。
在1940年5月1日冬季战争期间，萨翁林纳遭到轰炸，教堂也因此受到损害。1947至1948年间教堂得以修复。1990至1991年间教堂得到翻修。

## 图集

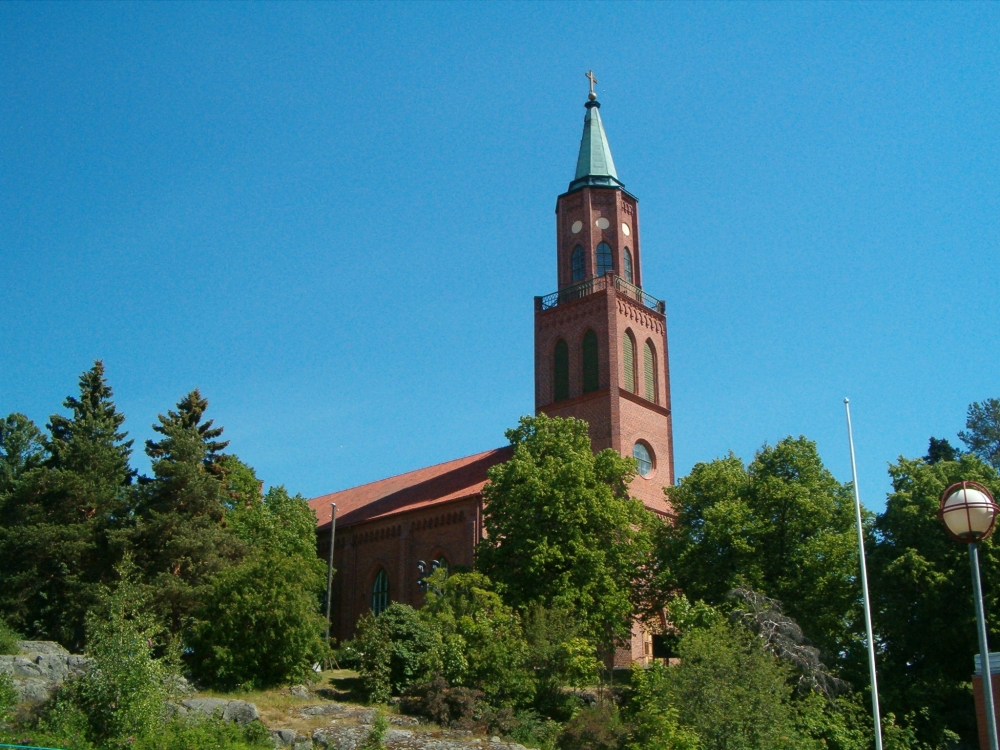
位于小山顶上的教堂
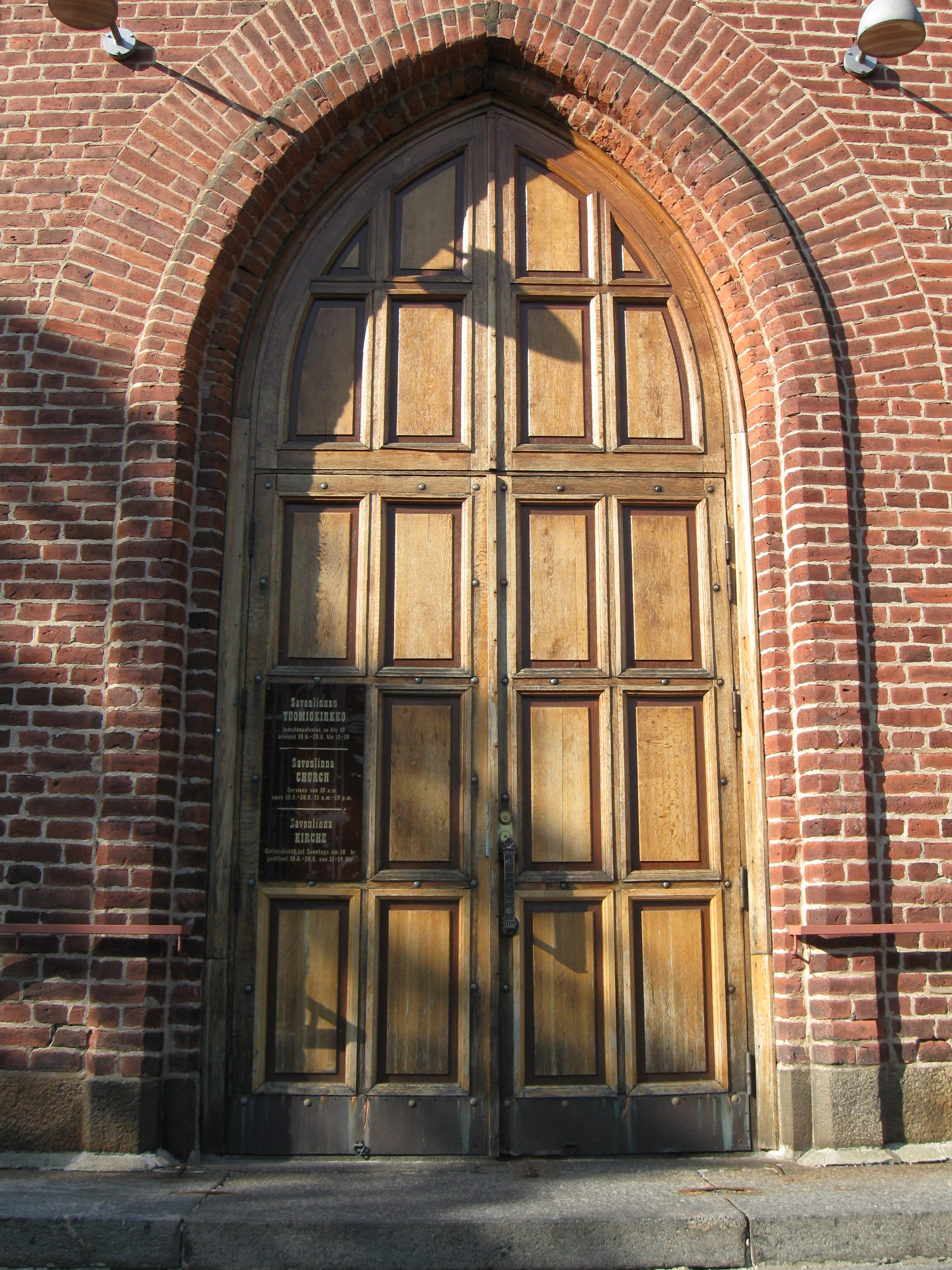
教堂大门
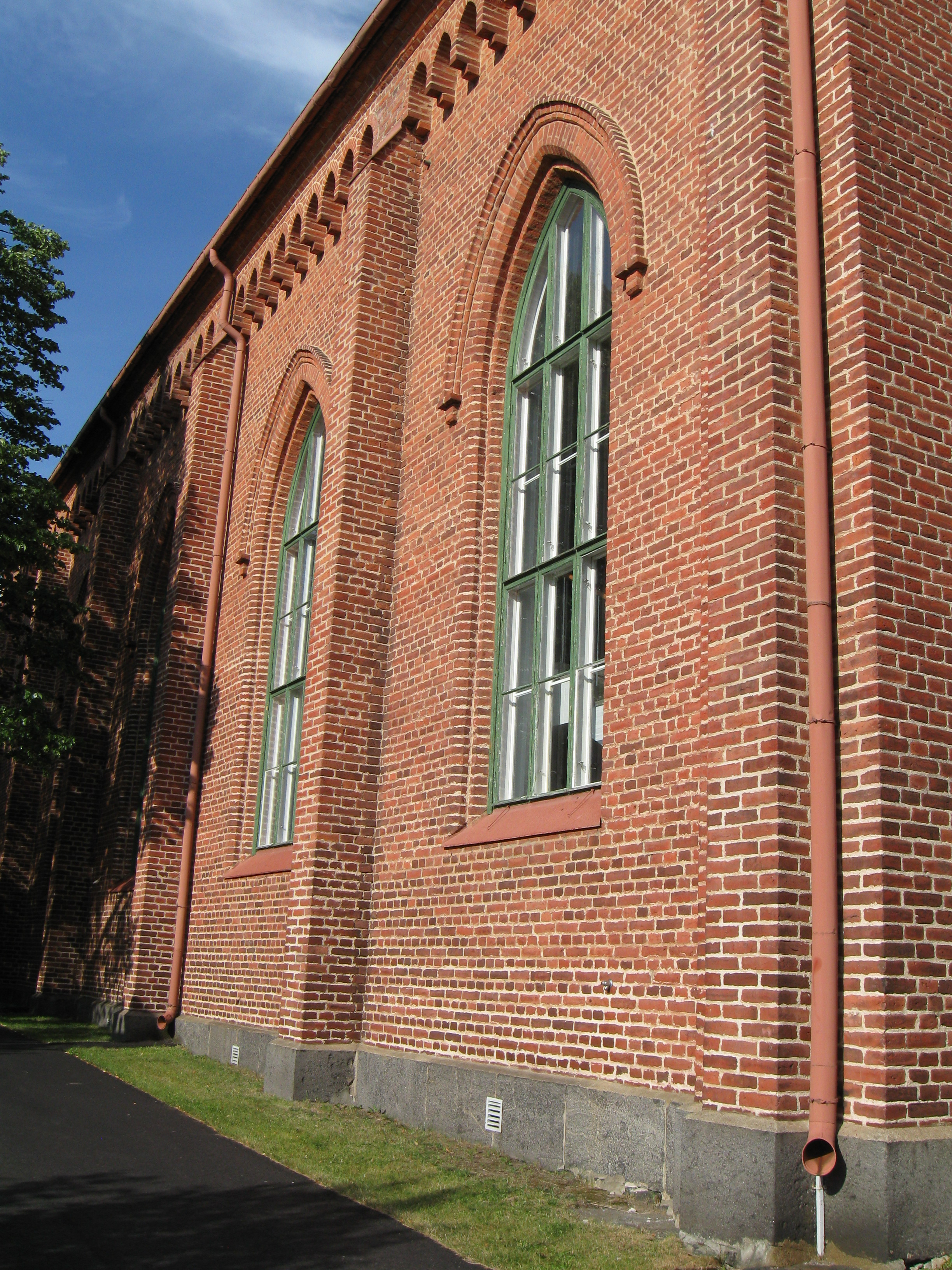
窗户及侧墙
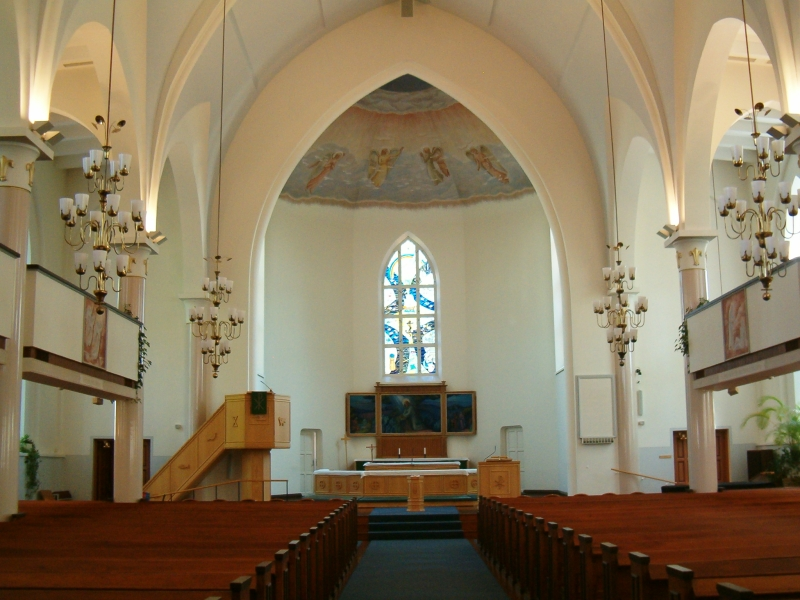
教堂内的祭坛
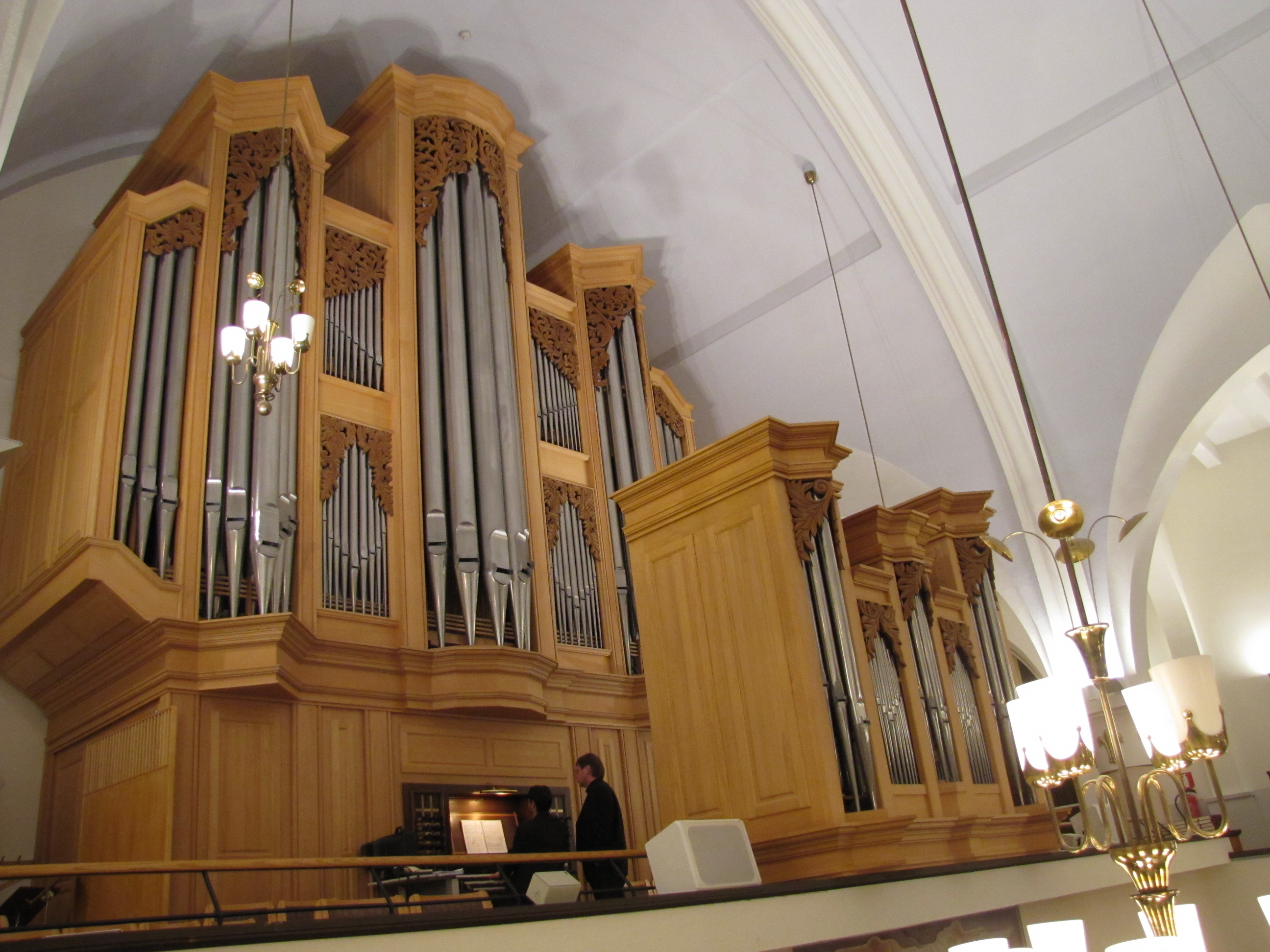
教堂内的管风琴